# Белая (приток Сево)
Белая — река на полуострове Камчатка в России. Протекает по территории Мильковского района. Длина реки — около 29 км.
Начинается на западном склоне плато Скалистого на высоте 1014,3 метра над уровнем моря, течёт по горам на север, после выхода на равнину меняет направление течения на западное. Верхняя часть долины поросла берёзовым лесом, нижняя и средняя — заболочены. В среднем течении делится на несколько проток. Впадает в реку Сево справа на расстоянии 4 км от её устья.
Основной приток — река Чёрная, впадает слева.
По данным государственного водного реестра России относится к Анадыро-Колымскому бассейновому округу.
- Код водного объекта — 19070000112120000013420[2].